# Kati Jo Spisak
Kati Jo Spisak (* 22. November 1983) ist eine US-amerikanische Fußballspielerin und -trainerin.

## Karriere

### Spielerin
Spisak spielte von 2007 bis 2009 in 20 Ligaspielen für das Franchise der Washington Freedom, davon 17 in der W-League und drei Spiele in der Premierensaison der WPS. Die Spielzeiten 2010 und 2011 verbrachte sie bei den WPS-Konkurrenten Saint Louis Athletica und Boston Breakers, ohne dort jedoch zu Pflichtspieleinsätzen zu kommen. Ab der Saison 2014 wurde sie sporadisch als Ersatztorhüterin der NWSL-Franchise Washington Spirit eingesetzt, blieb aber auch hierbei ohne Ligaeinsatz.
Spisak war Teil der US-amerikanischen Nachwuchsnationalmannschaften in den Altersstufen U-21 und U-23 und nahm mit ersterer im Jahr 2004 erfolgreich am Nordic Cup teil.

### Trainerin
Zur Saison 2014 der National Women’s Soccer League verstärkte sie das Trainerteam der Washington Spirit um Cheftrainer Mark Parsons. Ab der Saison 2015 übernahm sie zusätzlich das Traineramt der Spirit-Reservemannschaft in der W-League, mit der sie auf Anhieb das Meisterschaftsfinale gewann.

## Erfolge und Auszeichnungen
Als Spielerin
- 2004: Gewinn des Nordic Cup (USA U-21)
- 2006: Keough Award als beste Fußballspielerin im Großraum St. Louis
- 2007: Meister der W-League (Washington Freedom)

Als Trainerin
- 2015: Meister der W-League (Washington Spirit Reserves)